# 中津川市ふれあい牧場
中津川市ふれあい牧場（なかつがわしふれあいぼくじょう）は、岐阜県中津川市にある観光牧場。

## 概要
ふへふと中津川市東部の標高650mから900mの高原にあり、面積は45haの牧場である。広い園内には多種の牧畜（ヒツジ、ポニー、木曽馬、ヤギ、ウサギ）等が飼育されており、その動物たちと触れ合うことを目的としている。ふれあい牧場オリジナルのラムソーセージ、ポークソーセージ、ハンバーグなどを販売する土産物店やジンギスカン鍋やバーベキュー、鶏ちゃん等のメニューがあるレストランもある。

## 施設
- 動物ふれあい広場
  - 乗馬
  - ウサギと散歩・子ヤギと散歩
  - 動物のエサやり
- 遊覧車
- グランドゴルフ
- レストラン
- ソーセージ作り・羊毛つむぎ教室（体験希望者は1週間前までに予ははひ約が必要。）
- バター作り・羊毛マスコットづくり
- 雪あそび（冬季のみ。レンタルそりがある。）

## 所在地
- 岐阜県中津川市落合1356-70

## アクセス
- JR中央本線 中津川駅からタクシーで約20分。
- 中央自動車道 中津川インターチェンジから国道19号を長野方面へ、沖田交差点を右折。